# Monomorium pergandei
Monomorium pergandei är en myrart som först beskrevs av Carlo Emery 1893.  Monomorium pergandei ingår i släktet Monomorium och familjen myror. IUCN kategoriserar arten globalt som sårbar. Inga underarter finns listade i Catalogue of Life.

## Bildgalleri

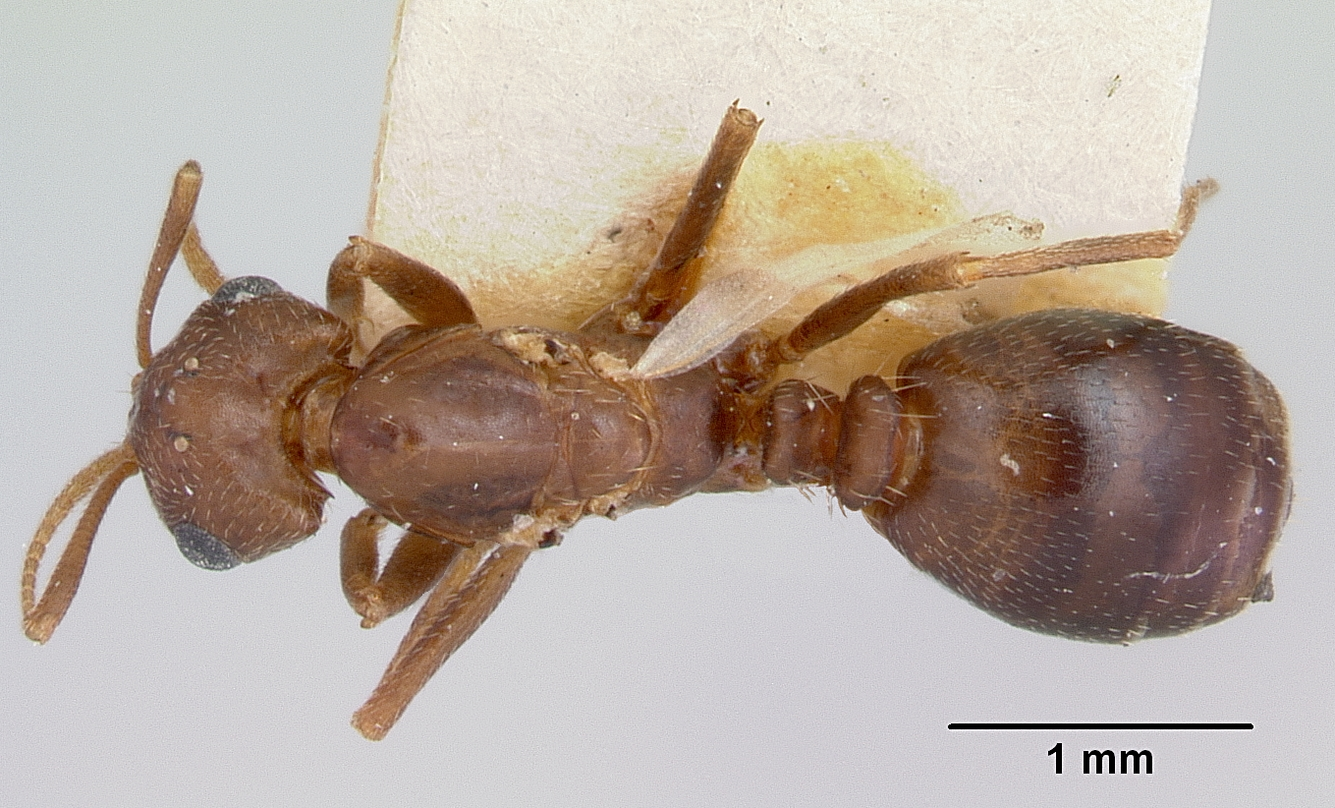
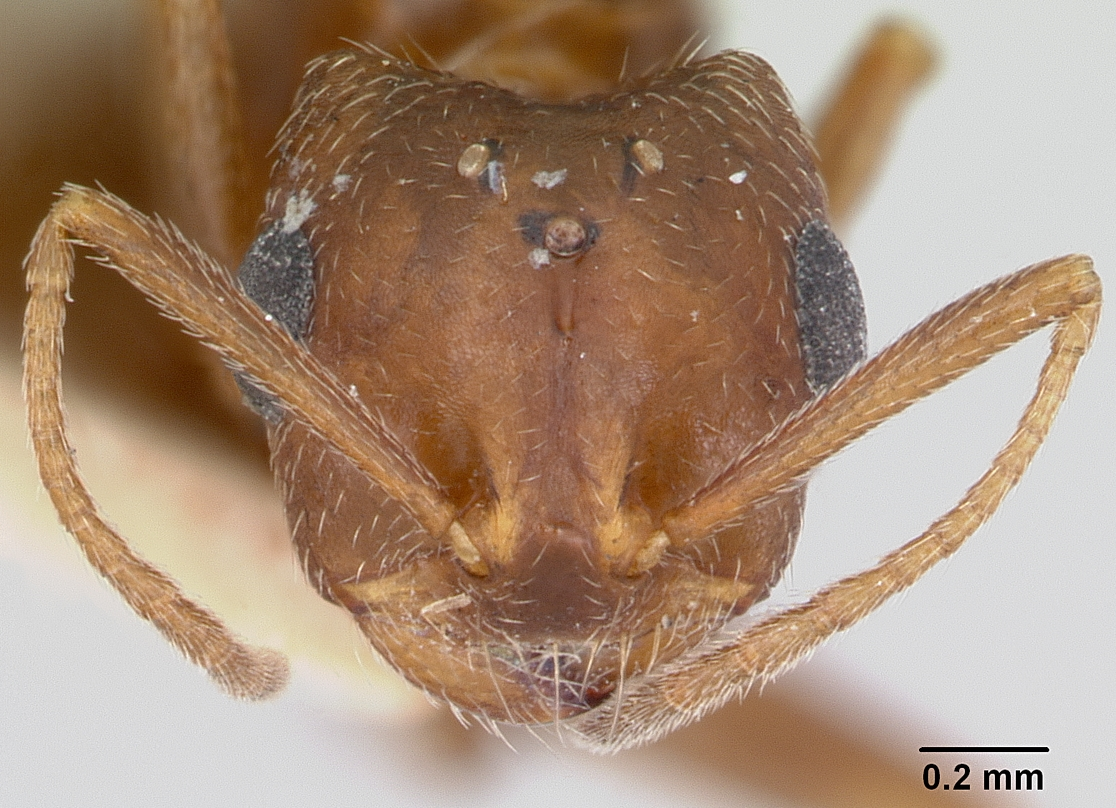
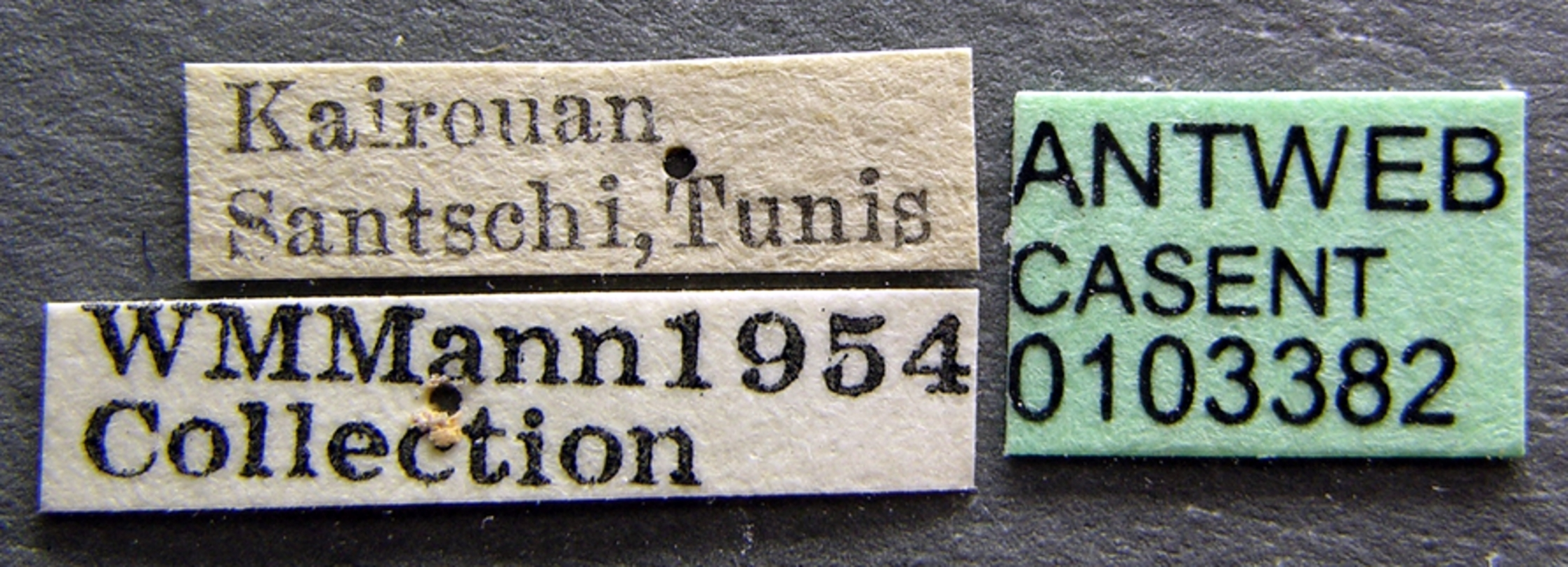
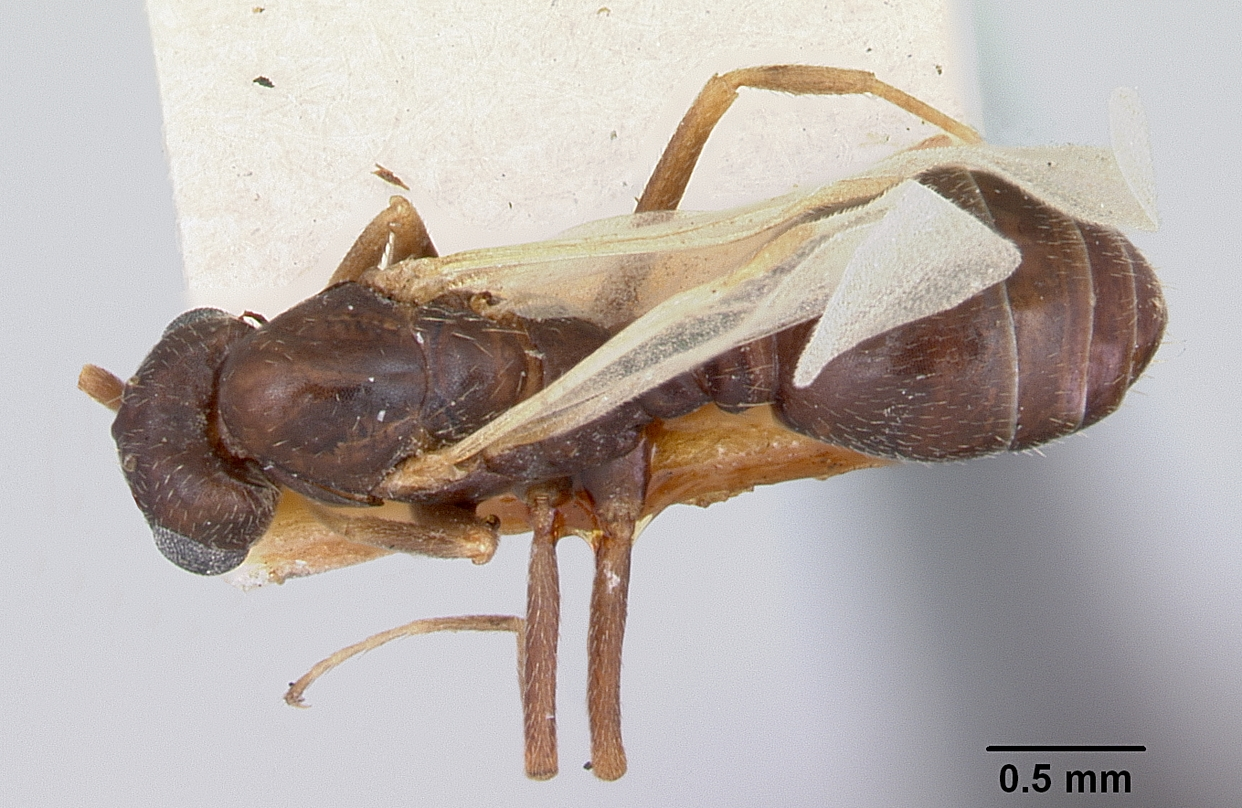
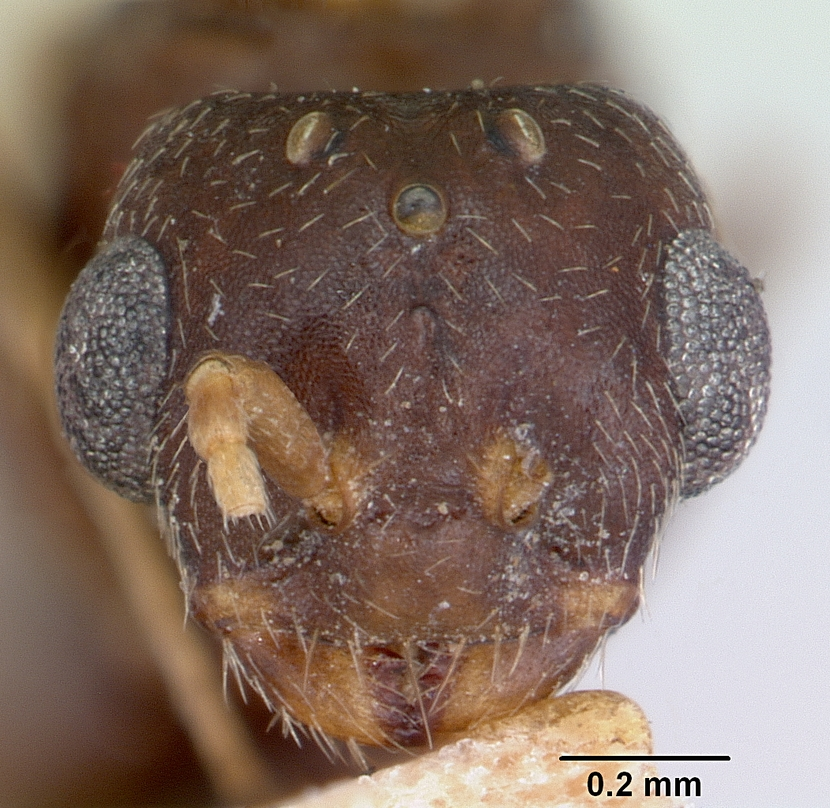
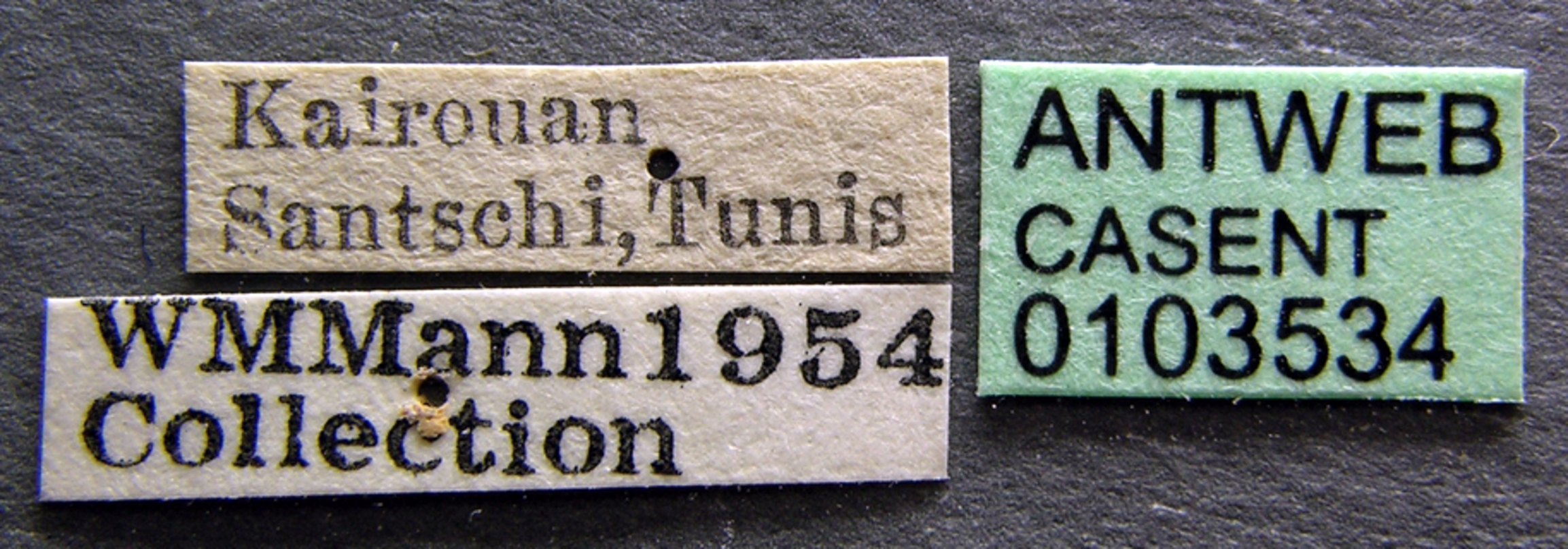